# Gare de Labastide-de-Lévis
La gare de Labastide-de-Lévis est une ancienne gare ferroviaire française de la Tessonnières à Albi située sur le territoire de la commune de Labastide-de-Lévis, dans le département du Tarn, en région Occitanie.
C'est une halte voyageurs lorsqu'elle est mise en service par la Compagnie du chemin de fer de Paris à Orléans (PO). Elle est fermée en 1973 par la Société nationale des chemins de fer français (SNCF)

## Situation ferroviaire
Établie à 151 mètres d'altitude, la halte de Labastide-de-Lévis est située au point kilométrique (PK) 344,475 de la ligne de Tessonnières à Albi, entre les gares de Tessonnières et de Marssac-sur-Tarn.

## Histoire
Le 3 avril 1894, le conseil général émet le vœu qu'il est urgent que « tous les trains de voyageurs de la ligne de Tessonnières à Albi s'arrêtent à la halte de Labastide-de-Lévis ».
Le total des recettes effectuées à l'arrêt de Labastide-de-Lévis est de 5 045 francs en 1897,  6 126 francs en 1901 et de 6 629 francs en 1903.
Le 24 avril 1922, le conseil général émet un vœu pour que la Compagnie du chemin de fer de Paris à Orléans (PO) transforme en trains légers tous les trains de voyageurs qui circulent entre Albi et Tessonnières, afin qu'ils desservent les points d'arrêt de Labastide-de-Lévis et Terssac. L'argumentaire indique notamment que ces arrêts sont ouverts depuis plus de trente ans et que le trafic de Labastide-de-Lévis est de plus de 17 000 voyageurs annuellement. Le Ministre des Travaux Publics répond que la Compagnie PO ne peut, pour ce service, remplacer un train de marchandises-mixte par un train léger mais qu'elle recherche une solution pour satisfaire cette demande lors du prochain service.

## Service des voyageurs
Halte fermée au service des voyageurs.

## Patrimoine ferroviaire
L'ancien bâtiment, vendu par la SNCF dans les années 1970-1980, est devenu une propriété privée.